# Atyria quadriradiata
Atyria quadriradiata là một loài bướm đêm trong họ Geometridae.